# Andalucía Open 2021
Andalucía Open 2021 (còn được biết đến với AnyTech365 Andalucía Open 2021 vì lý do tài trợ) là một giải quần vợt trong ATP Tour 2021 thi đấu trên mặt sân đất nện ngoài trời. Giải đấu diễn ra tại Club de Tennis Puente Romano ở Marbella, Tây Ban Nha từ ngày 5 đến ngày 11 tháng 4 năm 2021.

## Điểm và tiền thưởng

### Phân phối điểm
| Sự kiện | VĐ  | CK  | BK | TK | Vòng 1/16 | Vòng 1/32 | Q  | Q2 | Q1 |
| Đơn     | 250 | 150 | 90 | 45 | 20        | 0         | 12 | 6  | 0  |
| Đôi     | 250 | 150 | 90 | 45 | 0         | —         | —  | —  | —  |

### Tiền thưởng
| Sự kiện | VĐ      | CK      | BK      | TK      | Vòng 1/16 | Vòng 1/32 | Q2     | Q1     |
| Đơn     | €40,100 | €28,750 | €20,465 | €13,650 | €8,770    | €5,275    | €2,580 | €1,340 |
| Đôi*    | €14,970 | €10,730 | €7,060  | €4,590  | €2,690    | —         | —      | —      |

*mỗi đội

## Nội dung đơn

### Hạt giống
| Quốc gia | Tay vợt                     | Xếp hạng1 | Hạt giống |
| -------- | --------------------------- | --------- | --------- |
| ESP      | Pablo Carreño Busta         | 15        | 1         |
| ITA      | Fabio Fognini               | 17        | 2         |
| NOR      | Casper Ruud                 | 25        | 3         |
| ESP      | Albert Ramos Viñolas        | 47        | 4         |
| ESP      | Alejandro Davidovich Fokina | 55        | 5         |
| ESP      | Feliciano López             | 64        | 6         |
| KOR      | Kwon Soon-woo               | 79        | 7         |
| ARG      | Federico Delbonis           | 80        | 8         |

- 1 Bảng xếp hạng vào ngày 29 tháng 3 năm 2021

### Vận động viên khác
Đặc cách:
- Carlos Alcaraz
- Fabio Fognini
- Holger Rune

Vượt qua vòng loại:
- Henri Laaksonen
- Nikola Milojević
- Mario Vilella Martínez
- Bernabé Zapata Miralles

### Rút lui
Trước giải đấu
- Pablo Andújar → thay thế bởi  Mikhail Kukushkin
- Roberto Bautista Agut → thay thế bởi  Facundo Bagnis
- Richard Gasquet → thay thế bởi  Francisco Cerúndolo
- Lloyd Harris → thay thế bởi  Norbert Gombos
- Dušan Lajović → thay thế bởi  Taro Daniel
- Cameron Norrie → thay thế bởi  Roberto Carballés Baena
- Alexei Popyrin → thay thế bởi  Ilya Ivashka
- Andrey Rublev → thay thế bởi  Damir Džumhur
- Stan Wawrinka → thay thế bởi  Pedro Martínez

## Nội dung đôi

### Hạt giống
| Quốc gia | Tay vợt         | Quốc gia | Tay vợt            | Xếp hạng1 | Hạt giống |
| -------- | --------------- | -------- | ------------------ | --------- | --------- |
| BEL      | Sander Gillé    | BEL      | Joran Vliegen      | 74        | 1         |
| NZL      | Marcus Daniell  | AUT      | Philipp Oswald     | 78        | 2         |
| ESA      | Marcelo Arévalo | NED      | Matwé Middelkoop   | 97        | 3         |
| AUS      | Luke Saville    | AUS      | John-Patrick Smith | 107       | 4         |

- Bảng xếp hạng vào ngày 22 tháng 3 năm 2021.

### Vận động viên khác
Đặc cách:
- Feliciano López /  Marc López
- David Marrero /  Adrián Menéndez Maceiras

### Rút lui
Trước giải đấu
- Marcelo Demoliner /  Santiago González → thay thế bởi  Santiago González /  Miguel Ángel Reyes-Varela
- Cameron Norrie /  Matt Reid → thay thế bởi  Ričardas Berankis /  Artem Sitak

## Nhà vô địch

### Đơn
- Pablo Carreño Busta đánh bại  Jaume Munar, 6–1, 2–6, 6–4

### Đôi
- Ariel Behar /  Gonzalo Escobar đánh bại  Tomislav Brkić /  Nikola Ćaćić, 6–2, 6–4